# Воробьёв, Яков Зиновьевич
Я́ков Зино́вьевич Воробьёв (настоящая фамилия Кац; 5 [17] ноября 1885 года, Васильков, Киевской Губернии Российской империи — 20 сентября 1919 года, Курск) — участник революционного движения в России начала XX века, первый председатель Нижегородской ГубЧК, один из организаторов в Нижегородской губернии красного террора, объявленного 5 сентября 1918 года Постановлением СНК РСФСР.

## Биография
Из семьи фельдшера-еврея. С ранней юности придерживался левых взглядов, член Бунда. В 1907 году вступил в РСДРП. В 1908-м — сослан в Архангельскую губернию. По возвращении в 1910 году окончил Одесскую зуботехническую школу. С 1916 года занимается подпольной организационной деятельностью в Нижнем Новгороде, преимущественно в Канавинской слободе. 24 декабря 1916 года был арестован. Освобожден 1 марта 1917 года после Февральской революции. С марта 1917 года работал секретарем Канавинского райкома РСДРП(б), был начальником Канавинской Красной гвардии.
Летом 1917 г. — делегат VI съезда РСДРП(б) с правом решающего голоса.
29 октября (11 ноября) 1917 года отряд красногвардейцев под командованием Воробьева разоружил батальон юнкеров, после чего последовало установление власти Советов в Нижнем Новгороде. В 1918 году Воробьев стал начальником политотделения Военно-революционного штаба. С 20 марта 1918 года — председатель Нижегородской губернской ЧК, член губкома и губисполкома.
Принимал непосредственное участие в красном терроре. Доказана незаконность арестов и последующей казни по прямому приказу Воробьёва 38 из 41 представителей высшего духовенства, дворянства, интеллигенции и мещан исключительно по признаку предшествующей социальной принадлежности. По завершении следствия в 2009 году жертвы реабилитированы.
В сентябре 1919 года ЦК РКП(б) перевёл Воробьева в Воронеж. По дороге был захвачен вооружёнными подразделениями ВСЮР и казнён.

## Дополнительные сведения
- Жена Воробьева Я. З. — Роза Гриншпун, активный член Канавинской партийной организации большевиков. В 1916—1917 гг. — казначей Канавинского комитета РСДРП(б).
- В Нижнем Новгороде ул. Малая Покровская (где в 1918—1922 году размещалась Нижегородская губернская Чрезвычайная комиссия по борьбе с контрреволюцией и саботажем) после революции была переименована в Воробьёвскую (Воробьёва). Историческое название возвращено в 1990-х годах.